# Clifton, Kansas
Clifton là một thành phố thuộc quận Washington, tiểu bang Kansas, Hoa Kỳ. Năm 2010, dân số của xã này là 554 người.

## Dân số
Dân số các năm:
- Năm 2000: 557 người
- Năm 2010: 554 người